# Front pel País Valencià
El Front pel País Valencià va ser un partit polític valencià nacionalista, d'esquerres i pancatalanista constituït el 1998 bàsicament per gent vinculada al Bloc de Progrés Jaume I d'Acció Cultural del País Valencià (ACPV), descontents amb el rumb traçat pel Bloc Nacionalista Valencià on hi havia exmilitants del PSAN, liderats per Agustí Cerdà, militants vinculats a la federació valenciana d'ERC, exmilitants d'Unitat del Poble Valencià (UPV) com Toni Cucarella o d'altres formacions com Toni Roderic i Jaume Ivorra, provinents del PSPV-PSOE.

## Antecedents
Segons la seua declaració ideològica, el Front pel País Valencià va nàixer de la reflexió i l'experiència de diverses tendències del valencianisme que practicaven la unitat d'acció dins el Bloc de Progrés Jaume I. L'11 de març de 1995, el Bloc de Progrés realitza una històrica manifestació a Alacant sota el lema Alacant és important. El 6 de maig del mateix any, en plena campanya electoral a les eleccions autonòmiques, el Bloc de Progrés Jaume I materialitzava, sota el lema «Guanyem el futur» la manifestació més gran que s'havia fet fins aleshores a València des de la del 9 d'octubre de 1977.
El fet que militants valencians que formaven part del PSAN i d'Esquerra Republicana del País Valencià (ERC) participaren activament al Bloc de Progrés Jaume I i que posteriorment participaren també en la constitució del Front pel País Valencià portà a que mentre la federació valenciana d'ERC hi donà suport implícitament publicant la «Declaració d'Intencions del Front pel País Valencià», redactada per la Comissió gestora de la nova organització, el PSAN se'n desmarcà amb una resolució on negà haver participat com a formació al Front pel País Valencià, de qui es desmarcà en considerar que no era «una organització d'àmbit nacional català».

## Ideologia
L'organització va justificar la seua aparició per la «trajectòria erràtica d'Unitat del Poble Valencià» i «el desplaçament d'aquesta en l'eix social cap a la dreta», qualificant de «viratge blaver» l'aposta pel valencianisme de conciliació que la UPV va iniciar a partir de la segona meitat de la dècada de 1990. D'altra banda, també criticà «la incapacitat dels partits independentistes -PSAN i ERC-, per esdevenir instruments d'integració i participació política d'amples sectors socials», i el considera necessari crear una formació pancatalanista amb vocació electoral. El Front es va definir com una «organització d'esquerres, independentista» i amb els Països Catalans com a marc nacional, segons la mateixa declaració ideològica, on consideraven que els valencians eren part de la nació catalana i es definiren com l'herència del Bloc de Progrés Jaume I.
El Front pel País Valencià va ser en el seu moment i a diferència de l'acabat de constituir Bloc Nacionalista Valencià molt bel·ligerant amb la constitució de l'Acadèmia Valenciana de la Llengua, en considerar que esta legitimava institucionalment el secessionisme lingüístic.

## Història electoral
En les eleccions autonòmiques valencianes de 1999 el partit va decidir no presentar-se, així com a les municipals que se celebraven el mateix dia a excepció del municipi de Rotglà i Corberà on Toni Cucarella, membre de la direcció del partit, va ser elegit regidor de l'ajuntament a la llista del Bloc Nacionalista Valencià, si bé posteriorment dimitiria per discrepàncies amb els altres socis de la candidatura.
En les eleccions generals espanyoles de 2000 va concórrer a les eleccions en coalició amb Esquerra Republicana, sent dos militants del Front pel País Valencià, Agustí Cerdà i Jaume Ivorra els que encapçalarien la candidatura a les circumscripcions de València i Alacant respectivament mentre que el cap de llista a Castelló va ser per a un militant de la federació valenciana d'ERC, Josep Agustí Bel del Castillo, (obtenint 3.083 vots al conjunt del País Valencià.
Mesos després, en juliol del 2000, el Front pel País Valencià constatant els pobres resultats electorals va decidir en un congrés extraordinari dissoldre's i fusionar-se amb la Federació Valenciana d'ERC per formar posteriorment en un altre congrés extraordinari al setembre d'eixe any, la refundació del partit com Esquerra Republicana del País Valencià.